# Hesperophymatus limexylon
Hesperophymatus limexylon là một loài bọ cánh cứng trong họ Cerambycidae.